# 튀르키예의 음악

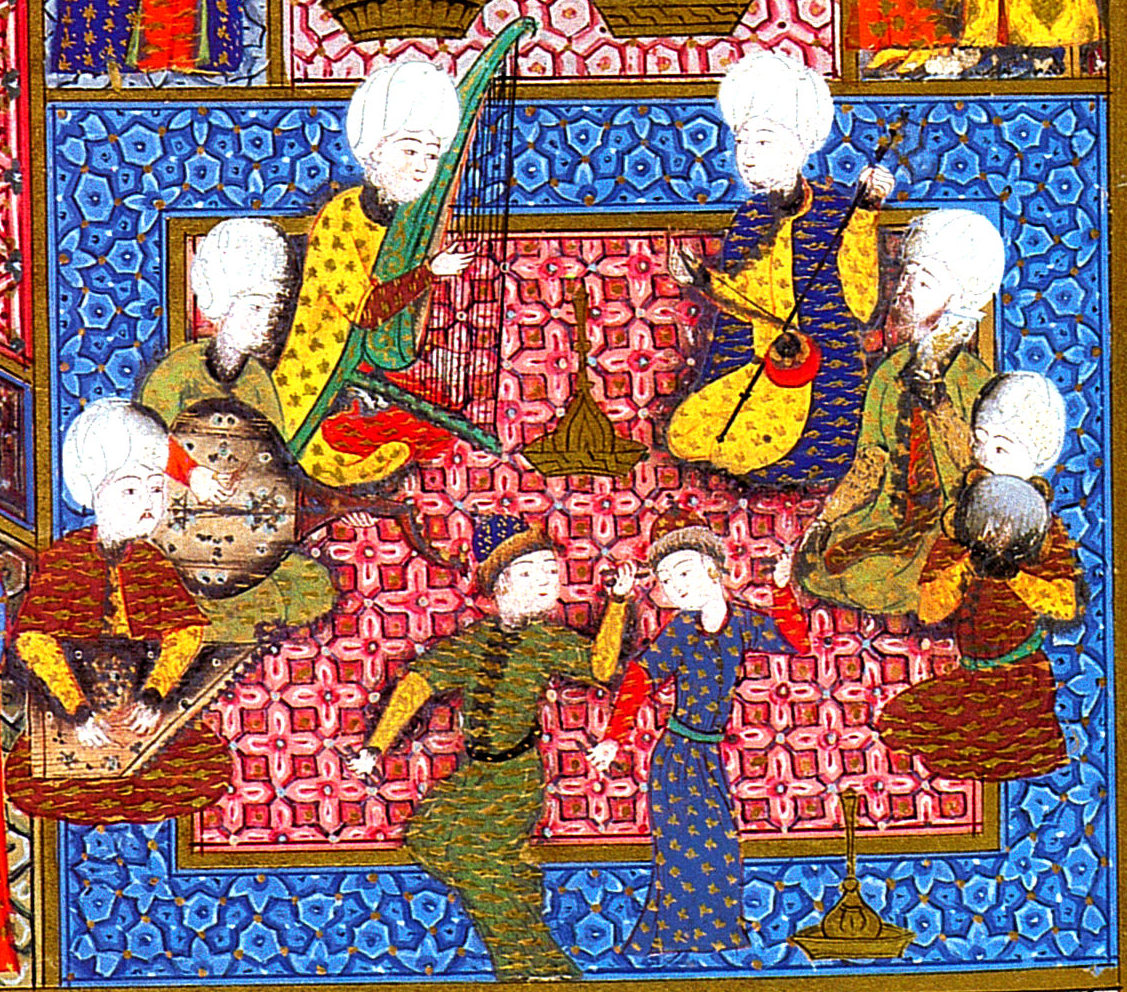

튀르키예의 음악은 주로 튀르크 요소뿐 아니라 중앙아시아 민속 음악, 아랍 음악, 그리스 음악, 오스만 음악, 페르시아 음악, 발칸 음악에 부분적인 영향을 받았으며
현대 유럽, 미국 대중 음악에도 영향을 받았다. 튀르키예는 지중해의 동북부 해안에 위치한 국가로서, 유럽, 북아프리카, 중동, 캅카스, 남·중앙아시아를 걸치는 문화의 교차로이다.
튀르키예의 전통 음악의 뿌리는 셀주크 왕조가 아나톨리아와 이란으로 이주했던 11세기를 포함하여 수세기에 걸쳐있으며 튀르크 및 튀르크 이전의 요소 모두를 포함한다. 현대 팝 음악의 다수는 1930년대 초 서구화의 파동에서 비롯되었다.
다양한 지역의 이민자들이 모이면서 음악 장르와 악기의 다양성도 확장되었다. 튀르키예는 또한 민속 음악을 문서화해 놓았으며 그리스, 아르메니아, 알바니아, 폴란드, 아제르바이잔, 유대인 공동체 등의 민속 양식의 팝 음악이 탄생하였다. 수많은 튀르키예의 도시들은 활기찬 지역 음악의 모습을 보여주는데, 수많은 종교적 음악 스타일을 지지한다. 그럼에도 서구 스타일의 팝 음악은 Ajda Pekkan과 Sezen Aksu의 지위가 떨어진 영향으로 70년대와 80년대 말에 인기가 떨어지기 시작했다. 그러나 경제와 사회 개방의 결과로 인해 1990년대 초에 다시 인기를 끌기 시작했다. Aksu의 지원을 통한 팝 음악의 소생은 타르칸, 세르타브 에레네르와 같은 여러 국제 튀르키예 팝 스타들을 배출하였다. 1990년대 말에는 얼터너티브 튀르키예 록, 일렉트로니카, 힙합, 랩, 댄스 음악을 만드는 언더그라운드 뮤직이 출현하였는데 이는 주류의 팝 음악과 아라베스크 음악 장르와는 대치되며, 많은 사람들이 너무 상업화되었다고 생각한다.

## 같이 보기
- 튀르키예의 유로비전 송 콘테스트 참가